# Monkton (Kent)
Monkton is een civil parish in het bestuurlijke gebied Thanet, in het Engelse graafschap Kent.

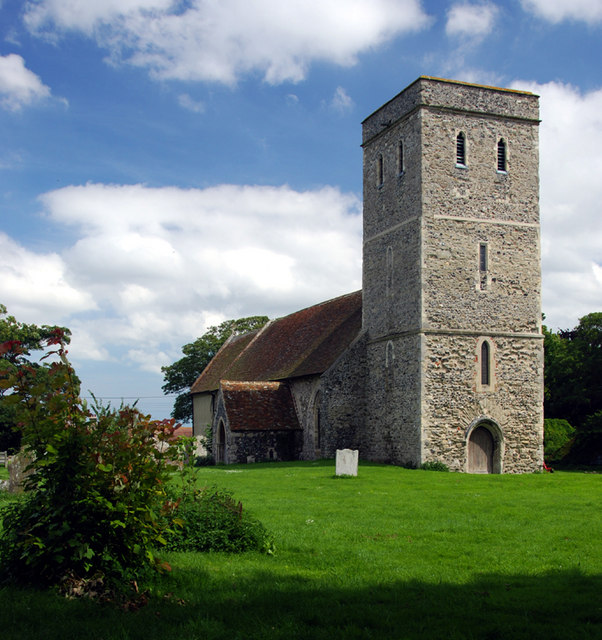
Kerk van St. Maria Magdalena